# Bombardeios de Roma na Segunda Guerra Mundial

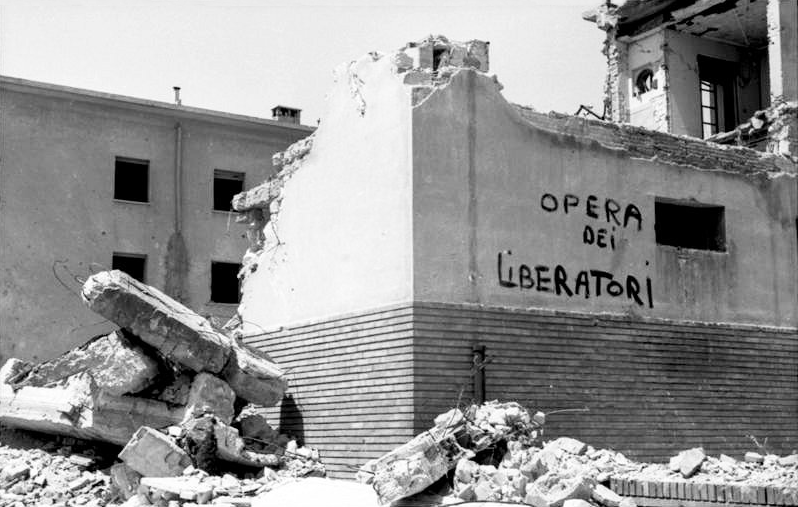
Inscrição na parede de um edifício bombardeado, "Obra dos libertadores!", em Roma em 1944.

Os Bombardeios de Roma na Segunda Guerra Mundial ocorreram em diversas ocasiões entre 1943 e 1944, primordialmente pelos Aliados e, em menor escala, pelo Eixo, antes da cidade ser invadida e tomada pelos aliados em 4 de junho de 1944. O papa Pio XII tentou, inicialmente sem sucesso, declarar Roma uma cidade aberta, através das negociações com Franklin D. Roosevelt via o cardeal Francis Spellman. Roma foi finalmente declarada cidade aberta em 14 de agosto de 1943 — um dia depois do último bombardeio aliado — pelas forças defensoras.
Nas 110 000 missões que compuseram a campanha aérea aliada, 600 aeronaves foram abatidas e 3 600 pilotos e tripulantes foram mortos; 60 000 toneladas de bombas foram jogadas nos 78 dias anteriores à captura de Roma.

## Correspondência entre Pio XII e Roosevelt
Depois do primeiro bombardeio aliado de Roma em 16 de maio de 1943 (três meses antes do exército alemão ocupar a cidade, o papa Pio XII escreveu a Roosevelt pedindo que Roma "fosse poupada tanto quanto possível de mais dor e devastação, e seus muitos adorados santuários...de irreparável ruína".
Em 16 de junho de 1943, Roosevelt respondeu:
| “ | Ataques contra a Itália são limitados, na medida do humanamente possível, aos alvos militares. Não fizemos e não faremos guerra contra civis ou outros objetivos não militares. Na hipótese de ser necessário para os aviões aliados operarem sobre Roma, nossos pilotos foram amplamente informados sobre a localização do Vaticano e foram especificamente instruídos a evitarem que bombas caiam sobre a Cidade do Vaticano | ” |
|   | — Franklin D. Roosevelt. |   |

O bombardeio de Roma era controverso e o general Henry H. Arnold descreveu a Cidade do Vaticano como uma "batata quente" por causa da importância dos católicos para as forças armadas norte-americanas. A opinião pública britânica, porém, estava mais disposta a bombardear a cidade, principalmente por causa da participação de aviões italianos na Blitz sobre Londres. H. G. Wells era um dos mais ativos defensores desta estratégia.

## Raides notáveis

### 19 de julho de 1943
Em 19 de julho de 1943, dia em que Hitler e Mussolini se encontraram secretamente perto de Feltre, no norte de Itália, Roma foi bombardeada novamente, desta vez com mais força, por 521 aviões aliados que tinham três alvos principais, provocando baixas civis. Depois do raide, o papa Pio XII, juntamente com o monsenhor Montini (futuro papa Paulo VI), viajaram até San Lorenzo fuori le Mura, que havia sido duramente atingida e distribuíram 2 milhões de liras ao povo. Entre onze da manhã e meio-dia, 150 B-17 Flying Fortress atacaram a siderúrgica e o pátio de carga em San Lorenzo. À tarde, um segundo raide atacou o "Scalo del Littorio", do lado norte de Roma. O terceiro alvo foi o aeroporto de Ciampino, a sudeste de Roma.

### 13 de agosto de 1943
Três semanas depois, em 13 de agosto, aviões aliados novamente bombardearam a cidade, principalmente San Lorenzo e Scalo del Littorio.

### Vaticano
O Vaticano manteve uma política oficial de neutralidade durante a guerra. Bombardeiros aliados e do Eixo se esforçaram para não atacar o Vaticano em seus ataques a Roma. Porém, ainda assim, o Vaticano foi bombardeado pelo menos duas vezes, uma pelos britânicos e outra pelos alemães.

#### 5 de novembro de 1943
Em 5 de novembro de 1943, um único avião jogou quatro bombas sobre o Vaticano, destruindo um estúdio de mosaicos perto da estação de trem do Vaticano, quebrando as janelas da cúpula da Basílica de São Pedro e quase destruindo a Rádio Vaticano. Ninguém morreu. Danos deste raide ainda são visíveis.

#### 1 de março de 1944
Em 1 de março de 1944, aviões alemães jogaram seis bombas sobre o Vaticano, enchendo a praça de São Dâmaso de entulho.